# Hermanas Apóstoles del Sagrado Corazón
La Congregación de Hermanas Apóstoles del Sagrado Corazón (oficialmente en latín: Congregationis Apostolorum a Sacro Corde; cooficialmente en italiano: Congregazione delle Suore Apostole del Sacro Cuore) es una congregación religiosa católica femenina de vida apostólica y de derecho pontificio, fundada por la religiosa María Crucificada del Divino Amor, el 2 de febrero de 1936, en Volturara Appula (Italia). A las religiosas de este instituto se las conoce como Apóstoles del Sagrado Corazón y posponen a sus nombres las siglas S.A.S.C.

## Historia
La congregación nace en la localidad de Volturara Appula, Italia, el 2 de febrero de 1936, gracias a la iniciativa de María Gargani, quien deseaba instituir una comunidad de mujeres dispuestas a reparar las ofensas hechas a la fe cristiana, mediante la oración y la santificación de sus miembros. Además del campo espiritual y devocional, Gargani, pretendía llegar a muchas personas, a donde los sacerdotes no podían y de esa manera contribuir a la pastoral de la Iglesia. Por esta razón, las primeras comunidades se fundaban en lugares rurales y atendían espiritual y materialmente a los campesinos. Gargani y sus compañeras, recibieron la aprobación del obispo de Lucera, el 21 de abril de 1936. El nuevo instituto tomó el nombre de Hermanas Apóstoles del Sagrado Corazón y Gargani, el año de su profesión (1945), cambió su nombre María Crucificada del Divino Amor. El 11 de marzo de 1963 recibieron el reconocimiento pontificio.

## Organización
La Congregación de Hermanas Apóstoles del Sagrado Corazón es un instituto religioso de derecho pontificio centralizado, cuyo gobierno recae en la superiora general, a la que los miembros del instituto llaman Madre general. A ella, le coadyuva su consejo, elegido para un periodo de seis años. La sede central se encuentra en Roma.
Las apóstoles del Sagrado Corazón se dedican a la evangelización en zonas rurales y a las misiones. En 2015 eran 75 religiosas, distribuidas en 11 comunidades, presentes en Burquina Faso e Italia. La espiritualidad del instituto se fundamenta en la reparación y propagación del culto del Sagrado Corazón de Jesús.